# Sybra flavostictica
Sybra flavostictica là một loài bọ cánh cứng trong họ Cerambycidae.